# Cetrelia
Cetrelia é um gênero de líquens foliáceos da família Parmeliaceae [en]. São comumente conhecidos em inglês como sea-storm lichens, em alusão à aparência ondulada de seus lobos. O nome do gênero, circunscrito em 1968 pelos liquenologistas William Louis Culberson e Chicita Frances Culberson [en], faz referência à antiga classificação dessas espécies nos gêneros Cetraria [en] e Parmelia [en].
As principais características do gênero incluem lobos largos e arredondados do talo verde-acinzentado, além da presença de pequenos poros na superfície externa (o córtex) que permitem a troca gasosa. A superfície inferior do líquen varia de marrom a preto, com poucas rizinas semelhantes a raízes que funcionam como fixadores, resultando em uma aderência relativamente frouxa ao substrato. Estruturas reprodutivas sexuais geralmente não estão presentes, sendo as características físicas usadas para diferenciar as espécies de Cetrelia a presença ou ausência de estruturas reprodutivas assexuadas, como isídios [en] e sorédios. Os líquens do gênero Cetrelia são quimicamente diversos, produzindo diversos metabólitos secundários: a atranorina [en] é o principal composto do córtex, enquanto substâncias conhecidas como depsidonas na medula (a camada de tecido sob o córtex) ajudam a distinguir as espécies.
O número de espécies em Cetrelia depende de como a variação química é categorizada: há cinco formas distintas, além de espécies morfologicamente idênticas, mas quimicamente únicas. Embora 19 espécies de Cetrelia tenham sido formalmente descritas, algumas autoridades preferem considerar os táxons morfologicamente semelhantes como quemótipos [en] de uma mesma espécie. Análises filogenéticas moleculares sugerem que as raças químicas devem ser tratadas como espécies distintas. Predominantemente encontradas no Hemisfério Norte, a maioria das espécies de Cetrelia ocorre no leste ou sudeste da Ásia. Elas preferem habitats úmidos e frescos, sendo mais comuns em troncos de árvores, mas também em rochas ou sobre briófitas em rochas sombreadas. A espécie-tipo, Cetrelia cetrarioides [en], tem ampla distribuição, registrada na Ásia, Europa e América do Norte. A maioria das espécies de Cetrelia na Europa é considerada rara ou ameaçada, aparecendo em listas vermelhas regionais de vários países. Na Ásia, alguns líquens de Cetrelia são usados na preparação de corantes naturais, na produção de materiais com propriedades semelhantes a antibióticos para a medicina tradicional ou na fabricação de reagentes de azul de tornassol.

## Sistemática

### História taxonômica
O nome genérico Cetrelia combina Parmelia e Cetraria, os dois gêneros nos quais a maioria das espécies foi originalmente classificada. O gênero foi circunscrito pelos liquenologistas William Louis Culberson e Chicita Frances Culberson [en] em 1968. Em 1960, eles iniciaram um estudo do gênero Cetraria em sentido amplo, conforme definido por Alexander Zahlbruckner [en] em sua obra de 1930, Catalogus Lichenum Universalis. O gênero havia se tornado um táxon da lixeira, um depósito para todos os líquens do gênero Parmelia com apotécios nas margens. Os Culberson começaram estudando as espécies de lobos largos tradicionalmente colocadas em Cetraria. Esse grupo incluía Cetraria sanguinea, C. japonica e C. collata, além de um grupo conhecido como grupo Cetraria glauca, que incluía C. norvegica e C. chrysantha. Este último grupo havia sido identificado pelo botânico norueguês Eilif Dahl [en], que sugeriu, em 1952, que Cetraria era polifilético. Os Culberson notaram que Cetraria sanguinea e C. japonica eram muito semelhantes em morfologia a duas espécies de Parmelia, Parmelia cetrarioides e P. olivetorum. Como resultado de suas investigações, transferiram três espécies para o novo gênero Asahinea [en], criaram o gênero Platismatia [en] para 10 membros do grupo Cetraria glauca e Cetrelia para 14 membros do grupo Parmelia cetrarioides. De acordo com uma revisão de 2012 da família Parmeliaceae, a criação desses três novos gêneros mais naturais pelos Culberson iniciou "uma tendência de divisão que continuou por mais de três décadas".

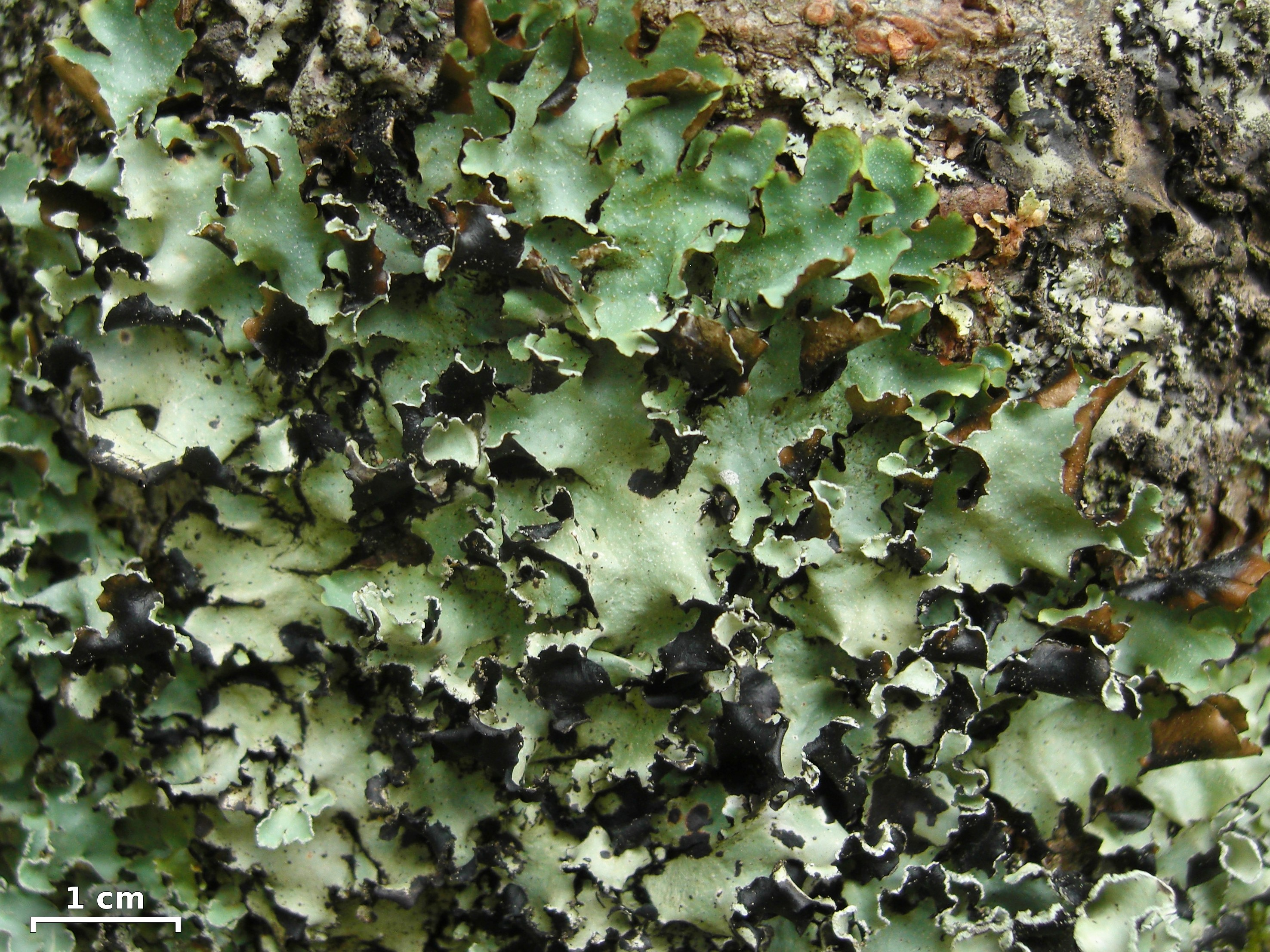
Cetrelia olivetorum; escala: 1 cm

No início dos anos 1970, Josef Poelt [en] desenvolveu o conceito de "pares de espécies" — táxons morfologicamente e quimicamente semelhantes (se não idênticos), mas que diferem principalmente em seus modos reprodutivos: um táxon se reproduz sexualmente, o outro vegetativamente. Usando Cetrelia como exemplo para explicar suas ideias, ele sugeriu que ambos os membros desses pares deveriam ser classificados como espécies. Em 1976, os Culberson introduziram o conceito de grupos morfológicos no gênero Cetrelia. Eles nomearam esses grupos com os epítetos específicos em latim das espécies mais proeminentes de cada grupo: cetrariodes (talo com sorédios), isidiata (talo com isídios), sinensis (talo com lobículos dorsiventrais marginais), collata (talo sem sorédios, isídios ou lobículos, frequentemente sem apotécios e com pseudocifelas grandes) e davidiana (talo sem propágulos vegetativos e frequentemente com apotécios, mas com pseudocifelas pequenas). Da mesma forma, o gênero contém vários quemótipos relacionados ao conteúdo das principais substâncias na medula. Espécies com o mesmo quemótipo sempre têm um ou dois constituintes principais, enquanto o conjunto de substâncias menores pode variar. Seis quemótipos foram reconhecidos em Cetrelia. Em uma análise filogenética de 2019, esses quemótipos foram nomeados de acordo com suas principais substâncias medulares: imbricárico, olivetórico, anziaico, perlatólico, microfílico e alectorônico + α-colatólico.
Um exemplo de mudanças nas afinidades taxonômicas é dado pelas quatro espécies europeias de Cetrelia (C. cetrarioides, C. chicitae, C. monachorum e C. olivetorum). Vários estudos sugeriram aceitar apenas uma espécie nesse grupo com quatro quemótipos, separados de acordo com as principais substâncias medulares, detectáveis por métodos padrão de cromatografia em camada delgada. Outros consideraram os diferentes quemótipos como espécies distintas.
As espécies de Cetrelia são comumente conhecidas em inglês como sea-storm lichens; segundo o autor Colin Rees, "as bordas elevadas verde-acinzentadas de seus lobos lembram a espuma das ondas do oceano".

### Filogenia
Antes do advento da filogenética molecular, Cetrelia era agrupada como parte do grupo morfológico "líquens cetrarioides" — espécies com talos foliáceos eretos, com apotécios marginais e picnídios. No entanto, evidências de DNA de vários estudos mostraram que os líquens cetrarioides não formam um grupo monofilético, e que Cetrelia se agrupa fora dos líquens cetrarioides, em um grupo junto com os gêneros Asahinea e Platismatia. As características morfológicas que unem esses três gêneros incluem a presença de lobos largos, arredondados e talos geralmente orientados horizontalmente. Similar a outros grupos de táxons do gênero Parmelia, os líquens de Cetrelia possuem o polissacarídeo isoliquenano [en] em sua parede celular, ausente no grupo cetrarioide. Em uma análise posterior (2010), Cetrelia foi resolvida como o único membro do clado Cetrelia, um dos nove principais grupos dentro do clado de táxons do gênero Parmelia e da família Parmeliaceae que compartilham características morfológicas e químicas semelhantes.
Um estudo de 2019 investigando a utilidade dos metabólitos secundários na taxonomia molecular de Cetrelia demonstrou uma clara correlação entre a química dos líquens e a filogenia, sugerindo que é útil incluir informações de metabólitos secundários na identificação de táxons. Cetrelia produz um conjunto constante de compostos polifenólicos de função ainda desconhecida, especificamente depsidonas. Análises de estado de caracteres mostraram que os metabólitos em Cetrelia parecem estar evoluindo para substâncias mais complexas, indicando possivelmente sua importância evolutiva na sobrevivência ou funcionamento das espécies. Essa pesquisa corroborou evidências anteriores baseadas em DNA que também apoiavam o uso da quimiotaxonomia [en] para delinear espécies em Cetrelia.

## Descrição

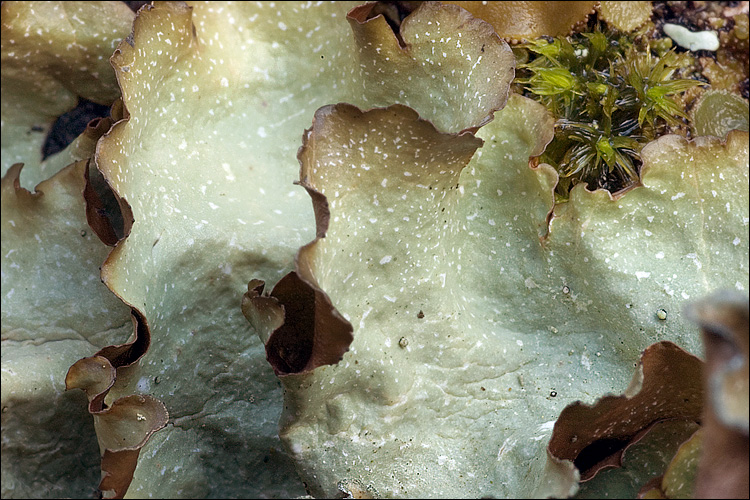
Detalhe dos lobos de Cetrelia cetrarioides. Manchas e linhas brancas são pseudocifelas

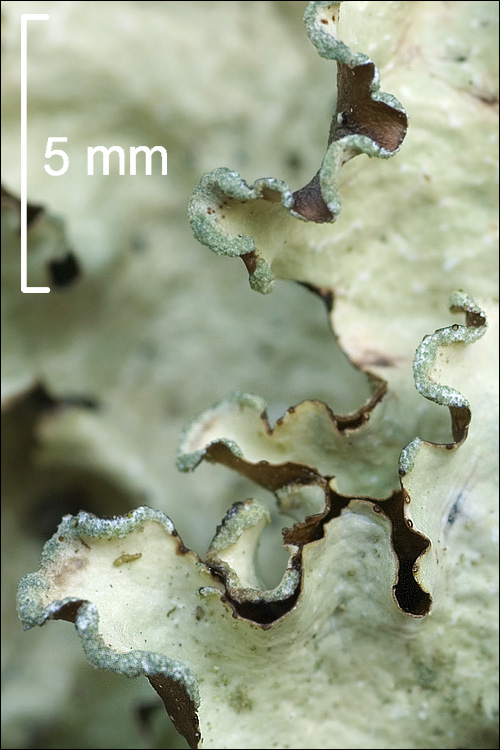
Detalhe mostra sorália marginal contínua na margem do lobo de Cetrelia cetrarioides

Cetrelia é caracterizada por seu talo foliáceo, verde-acinzentado, que é frouxamente aderido ao substrato. O talo possui pseudocifelas laminares — pequenos poros no córtex através dos quais a medula é diretamente visível. O córtex superior é prosoplectenquimatoso, composto por hifas densamente aglutinadas, não inchadas e com lúmens minúsculos. O córtex inferior é preto, pelo menos em partes, com rizinas esparsas e picnídios (corpos frutíferos assexuados) na margem. Os ascósporos produzidos pelos líquens de Cetrelia são incolores, com formato elipsoide, em número de oito por asco. Seu comprimento varia de 11 a 22 μm, com largura de 6 a 12 μm. Os conídios (esporos assexuados produzidos nos picnídios) são em forma de bastonete e medem de 3 a 6 μm de comprimento.
A atranorina é o principal metabólito secundário no córtex, presente em todas as espécies. Cetrelia produz várias depsidonas do tipo orcinol na medula, que podem ser usadas como substâncias diagnósticas para identificar espécies. Outros metabólitos secundários identificados neste gênero incluem: ácidos alectorônico, anziaico, colatólico, imbricárico, microfílico, olivetórico, perlatólico e fisódico.
Em um estudo sobre os carotenoides presentes em seis espécies de Cetrelia na Eurásia, apenas a violaxantina [en] foi encontrada em todas as amostras de todas as espécies coletadas em diversos ambientes. Dos vinte carotenoides diferentes identificados, a maioria é comum, embora alguns sejam raros em líquens. Por exemplo, a flavoxantina [en], detectada nos talos de C. japonica, havia sido encontrada anteriormente em apenas três outros casos, embora não seja incomum em flores e frutos de plantas superiores. A presença de um único carotenoide comum a todas as espécies sugere que, nessas espécies, a biossíntese de carotenoides depende amplamente das condições ambientais.
A presença ou ausência de propágulos reprodutivos, como isídios, sorédios e lobículos, é uma característica física importante na taxonomia de Cetrelia. Isídios são raros no gênero, associados apenas a C. braunsiana e C. isidiata. Sorédios são comuns; com exceção de C. alaskana, todas as espécies apresentam sorédios. Os sorédios são finos e pulverulentos, produzidos na borda dos lobos como sorália marginal contínua, muitas vezes exigindo ampliação para serem vistos. Lobículos são pequenos lobos na superfície superior e margens do talo, encontrados em C. japonica, C. sinensis e C. pseudolivetorum.
Caracteres morfológicos ou químicos isoladamente não são suficientes para distinguir espécies em Cetrelia, devendo ser considerados em conjunto. Por exemplo, C. pseudolivetorum e C. japonica são difíceis de distinguir com um exame físico breve e frequentemente são rotulados incorretamente em coleções onde ambas as espécies ocorrem. No entanto, podem ser identificadas verificando a reação de cor com C (hipoclorito de sódio): uma reação positiva (C+), indica a presença de ácido olivetórico, que ocorre apenas em C. pseudolivetorum. Em contraste, C. chicitae e C. braunsiana produzem os mesmos compostos secundários e não podem ser distinguidas por testes de mancha ou cromatografia em camada delgada. Contudo, são facilmente distinguíveis pelo exame: C. chicitae possui sorédios na margem, enquanto C. braunsiana possui isídios.
Os líquens de Cetrelia lembram um pouco os do gênero Parmotrema [en], mas as espécies deste último nunca possuem pseudocifelas e geralmente têm cílios na margem. Platismatia é outro gênero morfologicamente semelhante, mas difere de Cetrelia por nunca conter ácido caperático. Cetreliopsis [en] é um gênero segregado de Cetrelia em 1980. Embora superficialmente semelhante, os líquens de Cetreliopsis possuem uma química secundária distinta: contêm ácido úsnico [en] no córtex superior e depsidonas do tipo orcinol na medula.

## Espécies
No total, 19 espécies foram incluídas em Cetrelia, descritas como novas ou transferidas de outros gêneros. Os morfotipos são distinguidos principalmente pelos propágulos vegetativos: presença ou ausência de sorédios, isídios e lobículos. Embora existam apenas cinco morfotipos distintos em Cetrelia, 18 espécies são geralmente reconhecidas com base em diferenças nos compostos secundários (quemótipos), em combinação com a morfologia. Com base na distribuição da maioria das combinações de quemótipos e morfotipos, o centro de especiação em Cetrelia é considerado o sul e leste da Ásia.

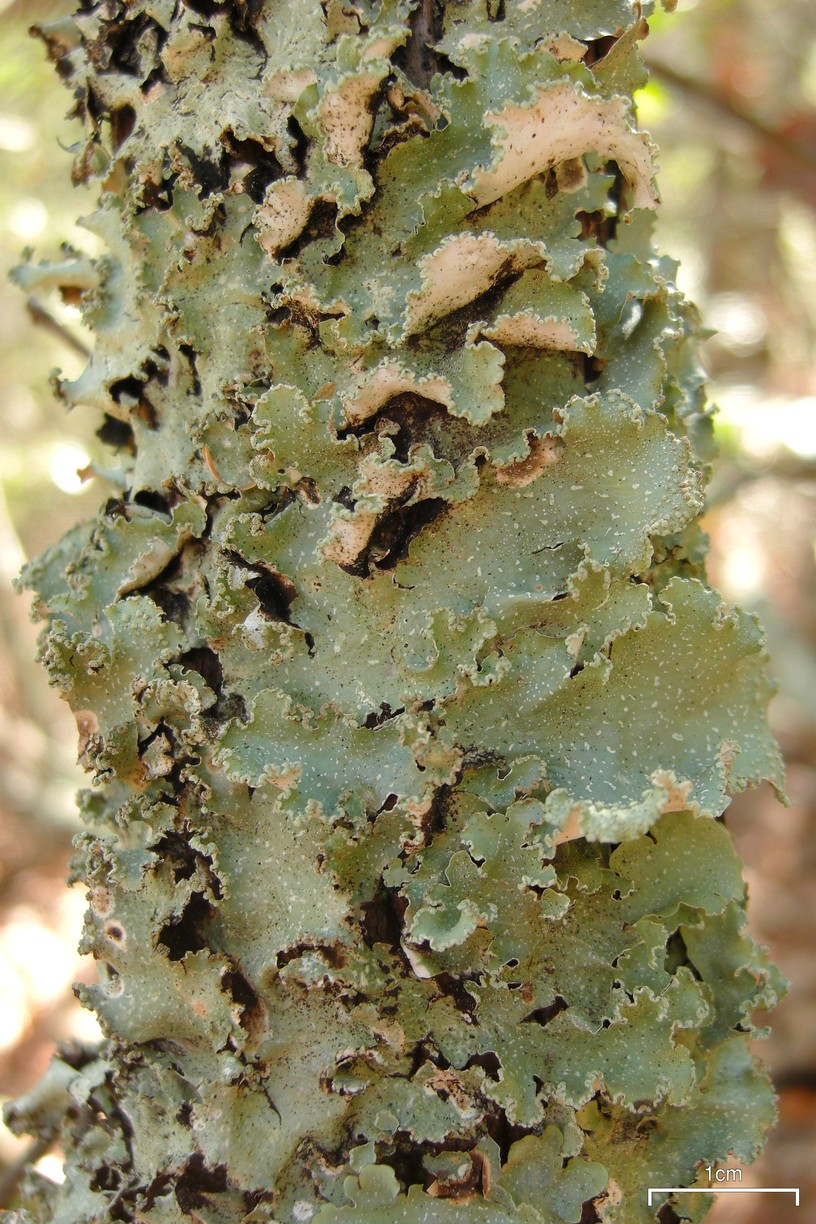
Cetrelia chicitae; escala: 1 cm

- Cetrelia alaskana (W.L.Culb. & C.F.Culb.) W.L.Culb. & C.F.Culb. (1968)[29] – Alasca
- Cetrelia braunsiana (Müll.Arg.) W.L.Culb. & C.F.Culb. (1968)[30] – Sul da Ásia
- Cetrelia cetrarioides [en] (Delise) W.L.Culb. & C.F.Culb. (1968)[31] – Leste da América do Norte; Ásia; Oeste da Europa
- Cetrelia chicitae [en] (W.L.Culb.) W.L.Culb. & C.F.Culb. (1968)[32] – América do Norte; Sul da Ásia; Europa
- Cetrelia collata (Nyl.) W.L.Culb. & C.F.Culb. (1968)[33] – China; Nepal
- Cetrelia davidiana W.L.Culb. & C.F.Culb. (1968)[34] – China
- Cetrelia delavayana W.L.Culb. & C.F.Culb. (1968)[35] – China
- Cetrelia isidiata (Asahina) W.L.Culb. & C.F.Culb. (1968)[36] – Japão
- Cetrelia japonica (Zahlbr.) W.L.Culb. & C.F.Culb. (1968)[37] – Japão; Coreia do Sul; Indonésia; Taiwan
- Cetrelia monachorum [en] (Zahlbr.) W.L.Culb. & C.F.Culb. (1977)[38] – Ásia; Europa; América do Norte
- Cetrelia nuda (Hue) W.L.Culb. & C.F.Culb. (1968)[39] – Japão; China; Taiwan
- Cetrelia olivetorum [en] (Nyl.) W.L.Culb. & C.F.Culb. (1968)[40] – Ásia; Europa; América do Norte
- Cetrelia orientalis Randlane & Saag (1991)[12] – Rússia
- Cetrelia pseudocollata Randlane & Saag (1991)[12] – China
- Cetrelia pseudolivetorum (Asahina) W.L.Culb. & C.F.Culb. (1968)[41] – Sul da Ásia
- Cetrelia sanguinea (Schaer.) W.L.Culb. & C.F.Culb. (1968)[42] – Ásia
- Cetrelia sayanensis [en] Otnyukova, Stepanov & Elix (2009)[28] – Sibéria
- Cetrelia sinensis W.L.Culb. & C.F.Culb. (1968)[43] – China; Taiwan

Cetrelia rhytidocarpa (Mont. & Bosch) Lumbsch (1988), transferida de Cetraria para Cetrelia por Helge Thorsten Lumbsch [en] em 1988, é agora classificada como a espécie-tipo de Cetreliopsis [en].
Desde setembro de 2021, o Index Fungorum aceita cinco espécies de Cetrelia: C. cetrarioides, C. chicitae, C. monachorum, C. olivetorum e C. sayanensis.

## Habitat e distribuição

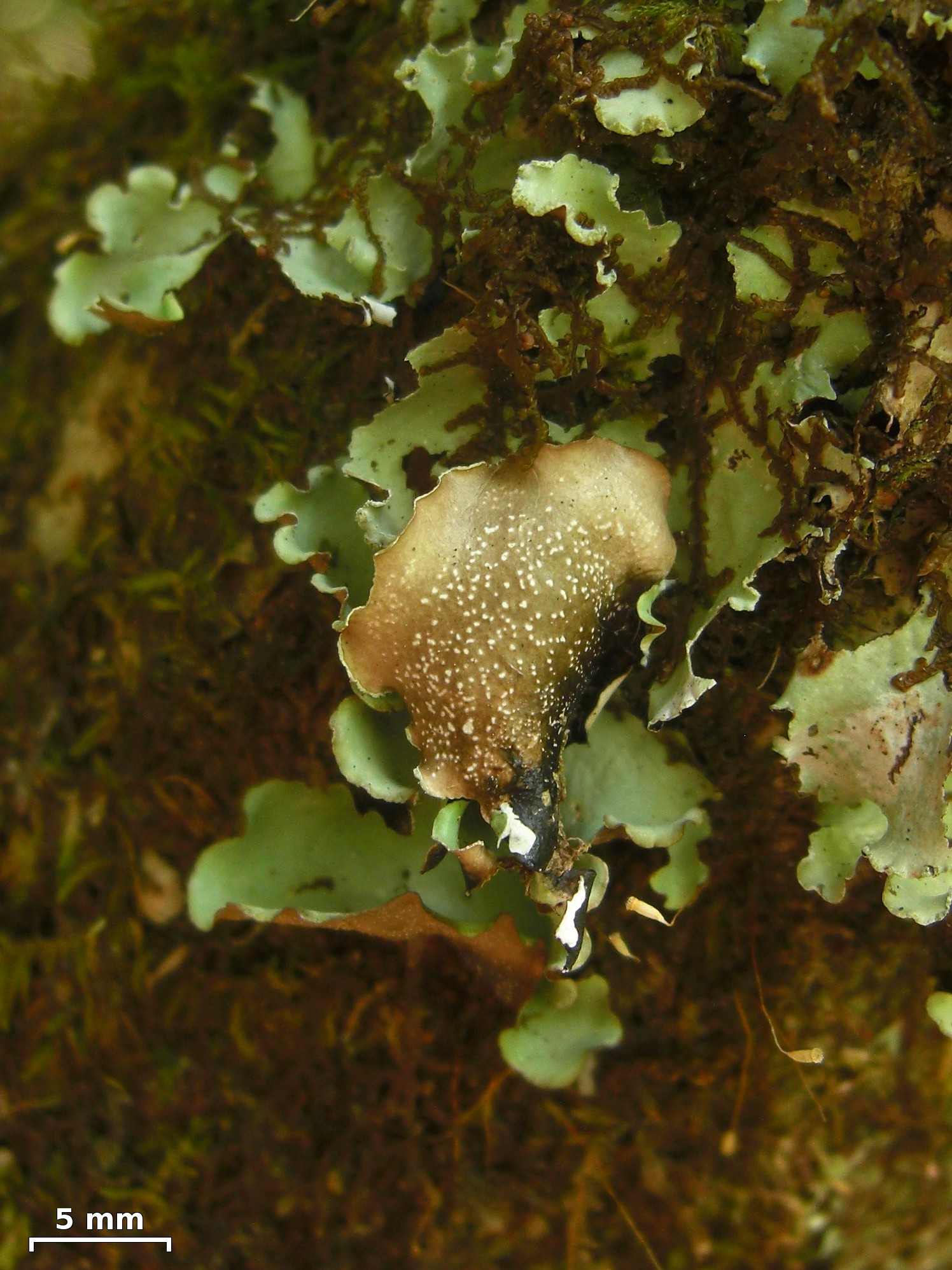
Cetrelia monachorum; escala: 0,5 cm

Os líquens de Cetrelia geralmente crescem sobre cascas, mas às vezes são encontrados em rochas e briófitas. Eles ocorrem em uma ampla faixa altitudinal, de 1000 a 4500 metros. Em geral, o gênero prefere habitats úmidos e frescos, sendo frequentemente encontrado em troncos de árvores ou briófitas sobre rochas sombreadas. As espécies de Cetrelia na Europa são majoritariamente epífitas (crescem sobre plantas), geralmente encontradas em florestas naturais ou seminaturais antigas, em cascas de árvores e, às vezes, em rochas musgosas. Elas ocorrem em áreas de alta umidade, como florestas pantanosas, ou florestas próximas a lagos, rios ou encostas perto de corpos d'água. A observação de que os líquens de Cetrelia são comumente encontrados entre briófitas ou em briófitas que crescem em cascas sugere que essa associação proporciona melhores condições de umidade para os líquens. Cetrelia geralmente prefere árvores decíduas, embora em raras ocasiões seja registrada em coníferas. Um estudo de várias centenas de coleções científicas do gênero, principalmente nos Alpes orientais europeus, revelou as árvores mais preferidas como substratos: Acer pseudoplatanus (34%), Fagus sylvatica (14%), Alnus (principalmente Alnus incana, 13%), carvalho (8%), salgueiro (6%) e Fraxinus excelsior (6%). A seletividade de substrato de Cetrelia nem sempre é consistente em amplas regiões geográficas, como a Europa, pois a distribuição do substrato determina sua presença em uma área específica.
A maioria das espécies de Cetrelia é encontrada no leste ou sudeste da Ásia. Nenhuma ocorre na África, Austrália, Nova Zelândia ou América do Sul. Quatro espécies foram registradas na Europa: Cetrelia cetrarioides, C. chicitae, C. monachorum e C. olivetorum. Um estudo de 2021 sobre espécies de Cetrelia na Hungria, utilizando análise química para determinar metabólitos secundários, revelou que todas essas quatro espécies estão presentes no país, o dobro do número anteriormente considerado parte da flora liquenícola húngara. Dez espécies são encontradas na Índia, nove no nordeste da China, e quatro na Coreia do Sul. Cinco espécies são conhecidas na América do Norte, enquanto oito foram registradas na vasta área geográfica anteriormente conhecida como União Soviética. Dos cinco morfotipos, apenas cetrarioides é amplamente distribuído no mundo. Cetrelia cetrarioides é encontrada em todo o Hemisfério Norte, com alguns registros no Hemisfério Sul.

## Conservação
Algumas espécies de Cetrelia na Europa estão em várias listas vermelhas regionais. Nos países bálticos, as espécies de Cetrelia são raras e ameaçadas. Na Estônia, C. olivetorum e C. cetrarioides são consideradas em perigo, e C. monachorum como em perigo crítico. Fatores que ameaçam esses líquens incluem o corte de florestas e o crescimento excessivo de dunas devido à interrupção de práticas tradicionais de gestão florestal. Cetrelia olivetorum foi incluída na Lista Legislativa de Líquens Legalmente Protegidos da Letônia, um status que permite o estabelecimento de pequenas reservas naturais (de até 30 hectares) para auxiliar em sua conservação. Na Lituânia, todas as espécies de Cetrelia são consideradas ameaçadas. Elas também aparecem nas listas vermelhas dos países da Fino-Escandinávia; por exemplo, na Suécia, C. olivetorum sensu lato é tratada como criticamente ameaçada, e na Finlândia, C. cetrarioides e C. olivetorum como ameaçadas. Na Bielorrússia, C. olivetorum e C. monachorum são listadas como ameaçadas, e C. cetrarioides como criticamente ameaçada.

## Usos
Na Índia, Cetrelia braunsiana é usada como fonte de corante natural para tingir diferentes fibras, como seda, seda tussar [en] e algodão. Dependendo do método de extração do corante do líquen, ele produz uma cor final de amarelo-marfim ou verde-oliva claro. A atranorina é uma das substâncias produtoras de corante encontrada nesta espécie; ácidos alectorônico e α-colatólico são outros metabólitos secundários presentes em C. braunsiana.
Na China, Cetrelia cetrarioides, C. olivetorum e C. pseudolivetorum são coletadas em grandes quantidades para a preparação de materiais com propriedades semelhantes a antibióticos usados na medicina tradicional. Essas três espécies também são usadas como matéria-prima na produção de reagente de azul de tornassol.

### Literatura citada
- Culberson, William Louis; Culberson, Chicita F. (1968). The Lichen Genera Cetrelia and Platismatia (Parmeliaceae). Col: Contributions from the United States National Herbarium, 7. 34. Washington: Smithsonian Institution Press. pp. 449–558. Consultado em 2 de julho de 2025